# O Beijo do Vampiro
O Beijo do Vampiro é uma telenovela brasileira produzida e exibida pela TV Globo de 26 de agosto de 2002 a 2 de maio de 2003, em 215 capítulos. Substituiu Desejos de Mulher e foi substituída por Kubanacan, sendo a 64ª "novela das sete" exibida pela emissora.
Escrita por Antônio Calmon com a colaboração de Álvaro Ramos, Eliane Garcia, Elizabeth Jhin, Lílian Garcia, Maria Helena Nascimento e Mauro Wilson, teve direção de Marcos Paulo, Roberto Naar, Luiz Henrique Rios, Edgard Miranda e Paulo Silvestrini. A direção geral foi de Roberto Naar e Marcos Paulo, que foi também diretor de núcleo.
Contou com as participações de Tarcísio Meira, Flávia Alessandra, Marco Ricca, Cláudia Raia , Luis Gustavo, Glória Menezes, Júlia Lemmertz e Ney Latorraca.

## Enredo
No século XII, o vampiro Duque Bóris Vladescu, obcecado pela princesa Cecília, mata seu noivo, o conde Rogério. No entanto, a moça decide se matar também para fugir dele. Oitocentos anos depois, Bóris está casado com Mina, uma vampira ciumenta e frustrada por não conseguir ter um filho. Quando uma moça com quem tinha um caso fica grávida e morre no parto, Bóris decide roubar um recém-nascido na maternidade e abandoná-lo em um orfanato, colocando seu próprio filho no lugar, para que este ficasse protegido da ira de Mina até o dia em que seus poderes se desenvolvessem. Treze anos se passam e Bóris precisa urgentemente encontrar o filho para a raça dos vampiros não se extinguir por conta de uma maldição. Ele descobre que o herdeiro Zeca foi criado por Lívia e Beto, as reencarnações de Cecília e Rogério – este último a quem ele mata novamente em um desastre de avião. Livia decide então reconstruir sua vida em Maramores, onde mora sua mãe, Zoroastra, que tem grandes poderes para manipular poções. Zeca torna-se amigo do sem-teto Renato, o verdadeiro filho de Lívia, que fugiu dos maus-tratos do orfanato e desperta na moça um inexplicável sentimento de afeto.
Bóris chega a Maramores com o pseudônimo de Igor Pivomar, disposto a conquistar a amada e o filho. Porém ele tem que lidar com o promotor Augusto, o único capaz de chamar a atenção de Lívia e que vive em guerra com Armando, um ganancioso empresário que quer destruir a parte histórica da cidade para construir um shopping. Augusto é pai de Gui e Beatriz – garota temperamental que se torna o grande amor da vida de Zeca – e o maior objeto de desejo da cunhada Marta, uma "madrasta má" que, em dado momento, torna-se vampira e se une a Bóris para prejudicar o casal. Rodrigo também entra na briga pelo coração de Lívia após ser possuído temporariamente por Bóris e perceber que ela é dona de seu coração, irritando sua ex-namorada, a sensual Lara. Esta não aceita ser desprezada e acaba sendo "vampirizada" pelo sedutor e inescrupuloso Victor. Há ainda a virginal Ciça, que namora Roger e é amada em segredo pelo médico Carlos. Mas ela sente-se atraída por Victor, que acaba se tornando obcecado por ela a ponto de sugar sua energia vital e deixá-la cada vez mais fraca, no limite da vida.
Na cidade também mora a humilde Lúcia, estuprada na adolescência quando morava na roça e que tem medo de se entregar para "Baratão", pelos traumas do passado. Já Galileu é um caça-fantasmas dos velhos tempos, que terá que lidar com o surgimento de vários novos vampiros, como a médica Petra e a destrambelhada Amélie, comparsa nas armações de Mina e que se envolve com o filho do caçador, o músico frustrado Bartô. Em meio a toda confusão que se torna Maramores, Zeca precisa aprender a lidar com as estranhas sensações e mudanças sobrenaturais que estão acontecendo com a chegada da adolescência, transformando-o em um vampiro de poderes sem igual. Entre o primeiro amor que vive com Beatriz, a família que cresceu achando que era sua e a revelação de que é herdeiro do mais poderoso dos vampiros, o rapaz viverá novas e fascinantes aventuras.

## Elenco
| Intérprete            | Personagem                               |
| --------------------- | ---------------------------------------- |
| Tarcísio Meira        | Duque Bóris Vladescu / Igor Pivomar      |
| Flávia Alessandra     | Lívia Gonçalves                          |
| Flávia Alessandra     | Princesa Cecília de Alencastro (1ª fase) |
| Cláudia Raia          | Mina D'Montmatre                         |
| Marco Ricca           | Augusto dos Anjos                        |
| Alexandre Borges      | Rodrigo Matos                            |
| Luis Gustavo          | Galileu Van Burger                       |
| Glória Menezes        | Zoroastra Marques                        |
| Júlia Lemmertz        | Marta Brummer (Marta Morta)              |
| Ney Latorraca         | Nosferatu                                |
| Gabriel Braga Nunes   | Victor Victório                          |
| Deborah Secco         | Lara Assis                               |
| Eduardo Galvão        | Armando Bananeiras                       |
| Cláudia Mauro         | Matilde                                  |
| Celso Frateschi       | Ezequiel                                 |
| Celso Frateschi       | Frei Abelardo (1ª fase)                  |
| Tato Gabus Mendes     | Bartolomeu Van Burger (Bartô)            |
| Betty Gofman          | Amélie Jolie                             |
| Rosane Gofman         | Drª. Petra Van Pretta                    |
| Maytê Piragibe        | Lúcia Amado (Lucinha)                    |
| Sérgio Menezes        | Dr. Carlos Delgado                       |
| Kayky Brito           | José Carlos Gonçalves (Zeca)             |
| Cecília Dassi         | Beatriz Brummer dos Anjos (Bia)          |
| Juliana Lohmann       | Pandora D'Montmatre                      |
| Celso Bernini         | Andrezinho (Baratão)                     |
| Bianca Castanho       | Ciça                                     |
| Mario Frias           | Roger Rocha                              |
| Mário Schoembergher   | Rômulo Antunes (Prof. Antunes)           |
| Ana Rosa              | Telma Cabral                             |
| Ana Rosa              | Iolanda Cabral Van Burger                |
| Tony Tornado          | Pedro Delgado (Godzilla)                 |
| Zezé Motta            | Nadir                                    |
| Lívia Rossi           | Maria do Socorro                         |
| Íris Bruzzi           | Mirtes Graciano                          |
| Gésio Amadeu          | Gentil                                   |
| Eloísa Mafalda        | Carmem Graciano                          |
| Guilherme Piva        | Monstro do Espelho / Rodolfo Roberto     |
| Thiago Farias         | Renato Pires / Renato Marques            |
| Renata Nascimento     | Teresa Marques (Tetê)                    |
| Guilherme Vieira      | Roberto Gonçalves Júnior (Juninho)       |
| Bernardo Castro Alves | Guilherme Brummer dos Anjos (Gui)        |
| Maria Clara Mattos    | Isaura                                   |
| Maria Gladys          | Maria da Graça (Gracinha)                |
| Júlio Braga           | Guarujá                                  |
| Jaime Leibovitch      | Padre Inácio                             |
| Gabriel Azevedo       | Túlio                                    |

### Participações especiais
| Intérprete          | Personagem                        |
| ------------------- | --------------------------------- |
| Thiago Lacerda      | Roberto Gonçalves (Beto)          |
| Thiago Lacerda      | Conde Rogério Villar (1ª fase)    |
| Beth Goulart        | Marie Thompson                    |
| Dennis Carvalho     | Conde Drácula                     |
| Deborah Evelyn      | Laura                             |
| Francisco Cuoco     | Nogueira                          |
| Jorge Fernando      | Barbosão                          |
| Bianca Byington     | Laura                             |
| Eduardo Conde       | Rei Dagoberto de Alencastro       |
| Regina Remencius    | Rainha Astride de Alencastro      |
| Ana Lúcia Torre     | Drª. Sílvia                       |
| Alexandre Slaviero  | Motinha                           |
| Regina Braga        | Olga                              |
| Sílvia Bandeira     | Silvia                            |
| Fábio Sabag         | Dr. Eulálio                       |
| Mário César Camargo | Detetive Richard                  |
| Felipe Martins      | Breguete                          |
| Francisca Queiroz   | Elvira                            |
| André Valli         | Osíris                            |
| Betina Vianny       | Madre Teresa                      |
| Carlos Gregório     | Dr. Maurício                      |
| Clara Garcia        | Lidiane                           |
| Sérgio Viotti       | Padre Ambrósio                    |
| Luma Costa          | Letícia                           |
| Gaspar Filho        | Príncipe Ranulfo de Alencastro    |
| Luiz Mazullo        | Príncipe Manfredo de Alencastro   |
| Jonathan Lombelo    | Guinho                            |
| Magda Torres        | Ilsa                              |
| Evelyn Raposo       | Maria da Conceição                |
| Michelle Martins    | Bárbara                           |
| César Perez         | Betinho                           |
| Renata Lima         | Enfermeira                        |
| Carol Kapfer        | Voz de Pandora na barriga de Mina |

## Produção
Para escrever a novela, Antônio Calmon buscou inspiração no livro Drácula, escrito por Bram Stoker em 1897, além das versões cinematográficas do clássico, especialmente o suspense Drácula de Bram Stoker, de 1992, e as comédias A Dança dos Vampiros e Dracula: Morto, mas Feliz, de 1967 e 1995, respectivamente. O autor declarou que, apesar de também utilizar a temática vampiresca, buscou se distanciar de outras telenovelas que abordaram o assunto, como Um Homem muito Especial, da Band em 1980, e Vamp, também escrita por ele na Globo em 1991. O personagem de Marco Ricca originalmente seria um prefeito, porém, por ser ano eleitoral e a novela ir ao ar na época de campanha, a emissora temeu que o papel pudesse ser relacionado ao perfil de algum político, optando por alterar e transformá-lo em um promotor. A trama se encerraria em março de 2003, porém a direção da emissora solicitou que fosse esticada em mais 60 capítulos para não coincidir com o final da  novela das seis, Sabor da Paixão.
O roteiro de O Beijo do Vampiro foi aprovado no final de 2001. Não conseguiu grande audiência, mas a trama acabou por fazer sucesso entre crianças e adolescentes.

### Cenografia e caracterização

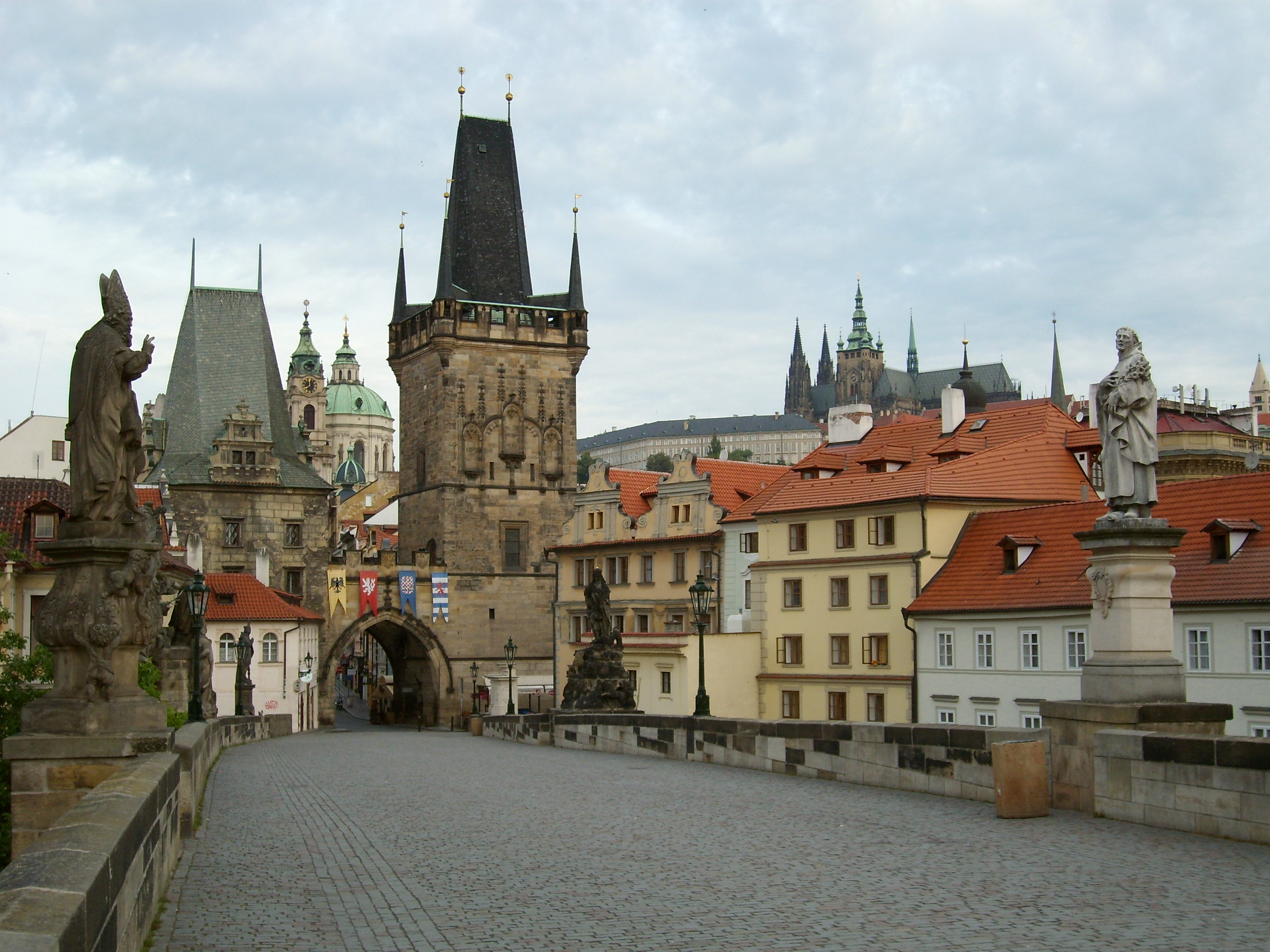
A cidade cenográfica de Maramores foi inspirada na arquitetura de Praga, na República Checa.

Em 17 de junho de 2002, os atores Flávia Alessandra, Tarcísio Meira e Thiago Lacerda viajaram para Vila Nova da Barquinha, em  Portugal, para gravar as primeiras cenas da novela que se passavam no século XII no Castelo de Almourol, local real da era medieval. A cidade cenográfica foi montada nos Estúdios Globo com 6 mil metros quadrados em apenas dois meses, entre maio e julho, sendo inspirada na arquitetura romancista de Praga, capital da República Checa. Os diretores de cenografia Eliane Heringer e José Claúdio e o cenógrafo Omar Muro foram responsáveis pela ambientação e pela criação artística do cenário. A principal alteração na caracterização dos vampiros em relação ao perfil dos clássicos foi a inserção de que eles poderiam andar pelas ruas durante o dia, uma vez que utilizavam filtro solar de fatores exorbitantemente altos, desenvolvidos especialmente pelo clã vampiresco para eles. Além disso, por se tratar de um produto infanto-juvenil, os vampiros da trama tiveram princípios politicamente corretos incorporados, como a proibição com pena de morte caso mordessem crianças, idosos ou deficientes físicos.
Tarcísio Meira alongou e pintou os cabelos de branco para compor o personagem, usando também uma armadura que pesava em torno de oito quilos nas primeiras cenas. Cláudia Raia levava em torno de três horas para compor a maquiagem e cabelo de sua personagem. O figurino de Claudia era inspirado nos modelos góticos criados pelo estilista francês Thierry Mugler, o qual também incluía espartilho em todas as combinações, embora o acessório tenha sido abandonado por conta de sua gravidez. O visagista Duda Molinos ficou responsável pela pesquisa e composição da caracterização dos personagens, inspirando-se nos livros Fantastic and Mithologycal Creatures e The Vampire Cinema para a criação . Lentes de contato coloridas e proteses dentárias, criadas pelo dentista Marcelo Fonseca, compuseram o visual dos personagens vampiros.

### Escolha do elenco
Flávia Alessandra foi reservada para a novela ainda em abril. A atriz pensou em recusar do papel inicialmente por ser casada na época com o diretor da trama, Marcos Paulo, querendo separar a profissão do relacionamento, porém decidiu aceitar ao ler a sinopse entregue a ela.
Ney Latorraca chegou a ser cogitado para interpretar Boris, porém o autor preferiu escalar Tarcísio Meira para que não houvesse comparação pelo papel de Ney em Vamp.
Christiane Torloni estava cotada para viver a vampira Mina, porém ela foi remanejada para a novela Mulheres Apaixonadas. Cláudia Raia aceitou fazer a personagem já estando grávida, e fez com que o autor aproveitasse o fato para aplicar a gravidez também na personagem, explicando que os vampiros podiam engravidar apenas a cada cem anos e Mina aproveita a data A atriz passou cerca de 3 meses fora da trama, voltando a gravar em 3 de abril de 2003 algumas cenas em sua própria casa.
Juliana Lohmann entrou na novela em 3 de março para atrapalhar o romance entre Zeca e Bia, interpretando a versão adolescente de Pandora – cuja explicação na história deu-se que a jovem havia tido um super crescimento de 13 anos em horas por meio de feitiçaria.

### Conteúdo transmídia
Aproveitando a boa repercussão da novela com crianças e adolescentes, a Globo Marcas lançou em setembro de 2002 o jogo multiplayer online battle arena Vampiromania, desenvolvido pela produtora BraSoft Studios e inspirado inspirado na temática de O Beijo do Vampiro, trazendo gráficos em 3D, onde o personagem principal tinha que desvendar os mistérios em um vilarejo romeno dominado pelas forças malignas vampirescas. Além disso, a editora Panini Comics lançou também um álbum de figurinhas com 174 imagens colecionáveis, presentes nos pacotes com quatro cada comprado pelo colecionador em bancas de jornais. A empresa de gomas de mascar Buzzy também lançou um álbum de figurinhas, as quais eram encontradas nos chicletes da marca. A emissora ainda lançou um portal exclusivo – vampiromania.com – que contava com histórias em quadrinhos online e pequenos jogos inspirados na novela, além de ter trazido novidades para sua programação, como o desenho Toonsylvania na TV Globinho, e o inédito Pânico 2 através da Tela Quente.

## Exibição
Nunca reprisada pela TV Globo, foi reexibida pelo Vídeo Show, no quadro Novelão, de 12 a 23 de novembro de 2012, num compacto de dez capítulos.
Foi reexibida na íntegra no canal Viva de 28 de fevereiro a 04 de novembro de 2022, substituindo Sonho Meu e sendo substituída por Coração de Estudante às 12h40, com reprise às 1h15 e maratona aos domingos a partir das 9h20.

### Outras mídias
Em 5 de dezembro de 2022, foi disponibilizada na íntegra pelo Globoplay, como parte do Projeto Resgate.

## Recepção da crítica
O Beijo do Vampiro recebeu críticas majoritariamente negativas dos profissionais especializados. O jornal Tribuna do Paraná disse que a novela "não acertou a mão" e passava longe de mostrar um bom trabalho, alegando que Flávia Alessandra interpretava "mais uma Lívia sem sal", em referência aos seus trabalhos em Meu Bem Querer e Porto dos Milagres onde também se chamava Lívia, Tarcísio Meira havia errado ao compor o personagem, dizendo que ele "se aproxima mais da imagem de xerife mexicano do que do misto de terror, deboche e sensualidade que precisaria" e que os personagens de Betty Goffman e Tato Gabus Mendes eram promissores, mas foram mal utilizados e se tornaram chatos. Para o jornal os únicos destaques eram Cláudia Raia, que fazia jus ao trabalho de Claudia Ohana em Vamp, e as tramas paralelas, como de Maytê Piragibe, finalizando ao dizer que "autor, direção e elenco estão longe de apresentar um desempenho brilhante". Esther Hamburger, do jornal Folha de S.Paulo, disse que a novela "peca na dosagem de elementos", pautando-se em efeitos especiais e esquecendo do romance e do humor.

## Audiência
O primeiro capítulo da novela marcou 36 pontos de média com picos de 41. Durante sua exibição, a trama manteve uma média entre 25 e 30 pontos, sendo seu menor índice em 24 de dezembro, quando marcou apenas 16 pontos. No último capitulo a novela marcou uma média de 41 pontos com picos de 45. O Beijo do Vampiro teve uma média final de 28,2 pontos de audiência, refletindo a queda geral de audiência nas novelas da Globo nos anos 2000, notadamente no horário das 19h. Foi uma das piores médias registradas em  "novelas das sete" no período de 2000 a 2008, superior apenas a Bang Bang, Beleza Pura e As Filhas da Mãe.
Em questão de público, O Beijo do Vampiro conseguiu um aumento de 33% de telespectadores infantis em relação às novelas anteriores do horário. Ao fim da novela verificou-se que 30% dos telespectadores tinham a faixa etária entre 4 e 17 anos.

## Trilha sonora

### Nacional
A primeira trilha sonora da telenovela lançada pela Som Livre trazia Alexandre Borges ilustrando a capa do álbum.
Lista de faixas
| N.º | Título                                 | Música                          | Personagem      | Duração |  |
| 1.  | "Pelos Ares"                           | Adriana Calcanhotto             | Lara            | 03:24   |  |
| 2.  | "Isso"                                 | Titãs                           | Lívia e Rodrigo | 02:39   |  |
| 3.  | "Cada Segundo (I Want To Be Your Man)" | Maurício Manieri                | Lucinha         | 03:34   |  |
| 4.  | "Baya Baya (Instrumental)"             | Safri Duo                       | Geral           | 04:15   |  |
| 5.  | "A Luz Que Acende o Olhar (Cuccioli)"  | Deborah Blando                  | Lívia e Augusto | 04:31   |  |
| 6.  | "Em Cada Amanhecer"                    | Fábio Jr                        | Ciça e Carlos   | 03:29   |  |
| 7.  | "Asas"                                 | Maskavo                         | Roger           | 03:39   |  |
| 8.  | "Eu Sei Que Vou Te Amar"               | Alex Guedes Part. Esp.: Alcione | Augusto e Lívia | 04:49   |  |
| 9.  | "Por Perto"                            | Pato Fu                         | Ciça            | 03:32   |  |
| 10. | "Romance (For Once In My Life)"        | Sandra de Sá                    | Mina            | 03:59   |  |
| 11. | "Puppy Love"                           | João Júnior                     | Zeca e Beatriz  | 02:34   |  |
| 12. | "Blue Moon"                            | The Marcels                     | Abertura        | 02:14   |  |
| 13. | "Fairy Tale (Gregorian Version)"       | Shaman                          | Bóris           | 04:44   |  |
| 14. | "O Beijo do Vampiro"                   | Mú Carvalho                     | Zeca            | 02:33   |  |
| 15. | "Tudo é Possível"                      | Kiko Zambianchi                 | Baratão         | 03:04   |  |
| 16. | "Temporada das Flores"                 | Milena Monteiro                 | Tetê e Gui      | 04:16   |  |

### Internacional
A segunda trilha sonora da telenovela lançada pela Som Livre trazia Cláudia Raia ilustrando a capa do álbum.
Lista de faixas
| N.º | Título                                       | Música                                                | Personagem        | Duração |  |
| 1.  | "Extraños Nada Mas (Strangers In The Night)" | Julio Iglesias / Orquestra conduzida por Gary Lindsay | Lívia e Rodrigo   | 02:41   |  |
| 2.  | "Fool"                                       | Shakira                                               | Beatriz           | 03:49   |  |
| 3.  | "Vater Unser"                                | E Nomine                                              | Ezequiel          | 03:31   |  |
| 4.  | "Papa Don't Preach"                          | Kelly Osbourne                                        | Mina              | 03:25   |  |
| 5.  | "Another Brick In The Wall (Part II)"        | Arena                                                 | Zeca              | 04:48   |  |
| 6.  | "A Thousand Miles"                           | Vanessa Carlton                                       | Zeca e Beatriz    | 03:56   |  |
| 7.  | "When You Say Nothing At All"                | Ronan Keating & Deborah Blando                        | Lucinha e Baratão | 04:29   |  |
| 8.  | "Come Away With Me"                          | Norah Jones                                           | Marta             | 03:15   |  |
| 9.  | "Moonlight Serenade"                         | Thelma Houston                                        | Zoroastra         | 07:24   |  |
| 10. | "Y Tu Te Vas"                                | Chayanne                                              | Matilde e Augusto | 04:38   |  |
| 11. | "When I Was Cruel N° 2"                      | Elvis Costello                                        | Victor e Lara     | 04:43   |  |
| 12. | "Die For Love"                               | Marc Ferr                                             | Mina e Bóris      | 03:46   |  |
| 13. | "Fool For Love"                              | Bryan Ferry                                           | Bóris             | 04:41   |  |
| 14. | "Hate To Say I Told You So"                  | The Hives                                             | Amélie e Bartô    | 03:21   |  |
| 15. | "The Scientist"                              | Coldplay                                              | Ciça e Roger      | 05:09   |  |
| 16. | "Give Me Tonight"                            | Flarow                                                | Geral             | 03:31   |  |
| 17. | "Loves Bites"                                | The Hobbeats                                          | Telma e Antunes   | 04:39   |  |

### Vampiromania
A terceira trilha sonora da telenovela foi lançada em 20 de novembro de 2002 pela Som Livre especialmente para o Halloween e compilou as músicas tocadas no jogo online.
Lista de faixas
| N.º | Título                                             | Música                                     | Duração |  |
| 1.  | "Return Of Halloween"                              | X-Fakktor                                  | 3:43    |  |
| 2.  | "Nightmare 2"                                      | DJ Zappala                                 | 3:25    |  |
| 3.  | "Carolina, Carol Bela" (DJ Marky & Xrs Land Remix) | Toquinho                                   | 3:31    |  |
| 4.  | "Só Tinha de Ser Com Você" (Cosmonautics Remix)    | Fernanda Porto, DJ Patife, DJ Marky e Esom | 3:16    |  |
| 5.  | "Sambassim"                                        | Fernanda Porto                             | 3:42    |  |
| 6.  | "Round the Corner"                                 | London Elektricity                         | 3:20    |  |
| 7.  | "Insomnia"                                         | Faithless                                  | 3:47    |  |
| 8.  | "Superstylin"                                      | Groove Armada                              | 3:45    |  |
| 9.  | "Musak"                                            | Trisco                                     | 3:45    |  |
| 10. | "Derb"                                             | Derb                                       | 3:20    |  |
| 11. | "Will I?"                                          | Ian Van Dahl                               | 3:24    |  |
| 12. | "Hide U" (Young Offendaz Remix)                    | Kosheen                                    | 3:15    |  |
| 13. | "Sex (Pump and Dance)"                             | The Underground                            | 3:31    |  |
| 14. | "Future Human"                                     | Future Human                               | 3:38    |  |
| 15. | "Kubik"                                            | Watkins                                    | 3:27    |  |
| 16. | "O Beijo do Vampiro"                               | Mú Carvalho                                | 3:31    |  |
| 17. | "Blue Moon"                                        | GEM                                        | 3:12    |  |

## Prêmios e indicações
| Ano  | Prêmio                         | Categoria                           | Resultado                                   | Ref.     |        |
| ---- | ------------------------------ | ----------------------------------- | ------------------------------------------- | -------- | ------ |
| 2002 | Melhores do Ano                | Melhor Ator                         | Tarcísio Meira                              | Venceu   | [ 42 ] |
| 2002 | Melhores do Ano                | Melhor Ator Coadjuvante             | Alexandre Borges                            | Venceu   | [ 42 ] |
| 2002 | Melhores do Ano                | Música de Abertura                  | "Blue Moon" (The Marcels)                   | Venceu   | [ 42 ] |
| 2002 | Melhores do Ano                | Música de Personagem                | "A Luz que Acende o Olhar" (Deborah Blando) | Venceu   | [ 42 ] |
| 2002 | Melhores do Ano                | Efeitos Especiais                   | O Beijo do Vampiro                          | Venceu   | [ 42 ] |
| 2002 | Melhores do Ano                | Melhor Ator Mirim                   | Kayky Brito                                 | Indicado | [ 42 ] |
| 2002 | Melhores do Ano                | Melhor Atriz Mirim                  | Cecília Dassi                               | Indicado | [ 42 ] |
| 2002 | Meus Prêmios Nick              | Gata do ano                         | Deborah Secco                               | Venceu   |        |
| 2003 | Prêmio Austregésilo de Athayde | Melhor Ator                         | Tarcísio Meira                              | Venceu   |        |
| 2003 | Troféu Imprensa                | Melhor Novela                       | O Beijo do Vampiro                          | Venceu   |        |
| 2003 | Troféu Imprensa                | Melhor Ator                         | Tarcísio Meira                              | Venceu   |        |
| 2003 | Troféu Imprensa                | Melhor Atriz                        | Deborah Secco                               | Indicado |        |
| 2003 | Prêmio Contigo!                | Ator Revelação                      | Kayky Brito                                 | Venceu   | [ 43 ] |
| 2003 | Prêmio Contigo!                | Melhor Diretor                      | Marcos Paulo                                | Venceu   | [ 43 ] |
| 2003 | Prêmio Contigo!                | Melhor Atriz Infantil               | Cecília Dassi                               | Venceu   | [ 43 ] |
| 2003 | Prêmio Contigo!                | Melhor Maquiagem                    | O Beijo do Vampiro                          | Venceu   | [ 43 ] |
| 2003 | Prêmio Contigo!                | Melhor Autor                        | Antônio Calmon                              | Indicado | [ 43 ] |
| 2003 | Prêmio Contigo!                | Melhor Novela                       | O Beijo do Vampiro                          | Indicado | [ 43 ] |
| 2003 | Prêmio Contigo!                | Melhor Vilã                         | Júlia Lemmertz                              | Indicado | [ 43 ] |
| 2003 | Prêmio Contigo!                | Melhor Vilão                        | Tarcísio Meira                              | Indicado | [ 43 ] |
| 2003 | Prêmio Contigo!                | Atriz Revelação                     | Maytê Piragibe                              | Indicado | [ 43 ] |
| 2003 | Prêmio Contigo!                | Melhor Ator Infantil                | Bernardo Castro Alves                       | Indicado | [ 43 ] |
| 2003 | Prêmio Contigo!                | Melhor Cenário de Novela            | O Beijo do Vampiro                          | Indicado | [ 43 ] |
| 2003 | Prêmio Contigo!                | Melhor Música de Abertura de Novela | O Beijo do Vampiro                          | Indicado | [ 43 ] |
| 2003 | Prêmio Contigo!                | Melhor Figurino                     | O Beijo do Vampiro                          | Indicado | [ 43 ] |